# Romanengo
Romanengo é uma comuna italiana da região da Lombardia, província de Cremona, com cerca de 2.520 habitantes. Estende-se por uma área de 14 km², tendo uma densidade populacional de 180 hab/km². Faz fronteira com Casaletto di Sopra, Izano, Offanengo, Salvirola, Ticengo.

## Demografia
| Variação demográfica do município entre 1861 e 2011                               |
|                                                                                   |
| Fonte: Istituto Nazionale di Statistica (ISTAT) - Elaboração gráfica da Wikipedia |